# 전사 조절
전사 조절(轉寫調節, 영어: transcriptional regulation)은 분자생물학 및 유전학에서 세포가 DNA의 RNA로의 전환(전사)를 조절하여 유전자의 발현을 조절하는 수단이다. 단일 유전자는 전사되는 RNA 사본의 수를 변경하는 것에서부터 유전자가 전사되는 시기의 시간적 조절에 이르기까지 다양한 방식으로 발현이 조절될 수 있다. 이러한 조절은 세포 또는 생물체가 다양한 세포 내외의 신호에 반응할 수 있도록 한다.

## 같이 보기
- 유전자 발현